# Bahnhof Mukōgaoka-Yūen
Der Bahnhof Mukōgaoka-Yūen (jap. 向ヶ丘遊園駅, Mukōgaoka-Yūen-eki) ist ein Bahnhof auf der japanischen Insel Honshū. Er befindet sich in der Präfektur Kanagawa auf dem Gebiet der Stadt Kawasaki, genauer im Bezirk Tama-ku.

## Verbindungen
Mukōgaoka-Yūen ist ein Durchgangsbahnhof an der Odakyū Odawara-Linie von Shinjuku nach Odawara, die von der Bahngesellschaft Odakyū Dentetsu betrieben wird. Hier halten sämtliche Nahverkehrs- und Eilzüge, mit Ausnahme der Zuggattungen Limited Express (Tokkyū) und Rapid Express (Kaisoku kyūkō). Tagsüber werden stündlich bis zu zwölf Züge und während der Hauptverkehrszeit bis zu 21 Züge angeboten. Diese verkehren stadtauswärts nach Odawara, Hakone-Yumoto, Karakida oder Katase-Enoshima. In entgegengesetzter Richtung verkehren sie nach Shinjuku oder werden in Yoyogi-Uehara auf die Chiyoda-Linie der U-Bahn Tokio durchgebunden. Nahverkehrszüge auf der Odawara-Linie verbinden in der Regel Shinjuku mit Hon-Atsugi. Rund um den Bahnhofsvorplatz sind Bushaltestellen angeordnet. Diese werden von sechs Linien des Verkehrsamts der Stadt Kawasaki und der Gesellschaft Tōkyū Bus bedient.

## Anlage
Der Bahnhof steht im Stadtteil Noborito, der zum Bezirk Tama-ku gehört. In der Nähe befinden sich die private Senshū-Universität und das Freilichtmuseum Nihon Minka-en. Die Anlage ist von Nordosten nach Südwesten ausgerichtet und besitzt vier Gleise, die alle dem Personenverkehr dienen. Diese liegen an zwei vollständig überdachten Mittelbahnsteigen, die über eine gedeckte Fußgängerbrücke mit den Empfangsgebäuden an der Nord- und Südseite verbunden sind. Das südliche stammt aus der Anfangszeit der Odawara-Linie und besitzt ein markantes Mansarddach. In Richtung Odawara liegt sich zwischen den Streckengleisen ein Wendegleis. Während die Odawara-Linie in Richtung Stadtzentrum dreigleisig ist, besitzt sie stadtauswärts noch zwei Gleise.
Im Fiskaljahr 2019 nutzten durchschnittlich 67.384 Fahrgäste täglich den Bahnhof.

## Bilder

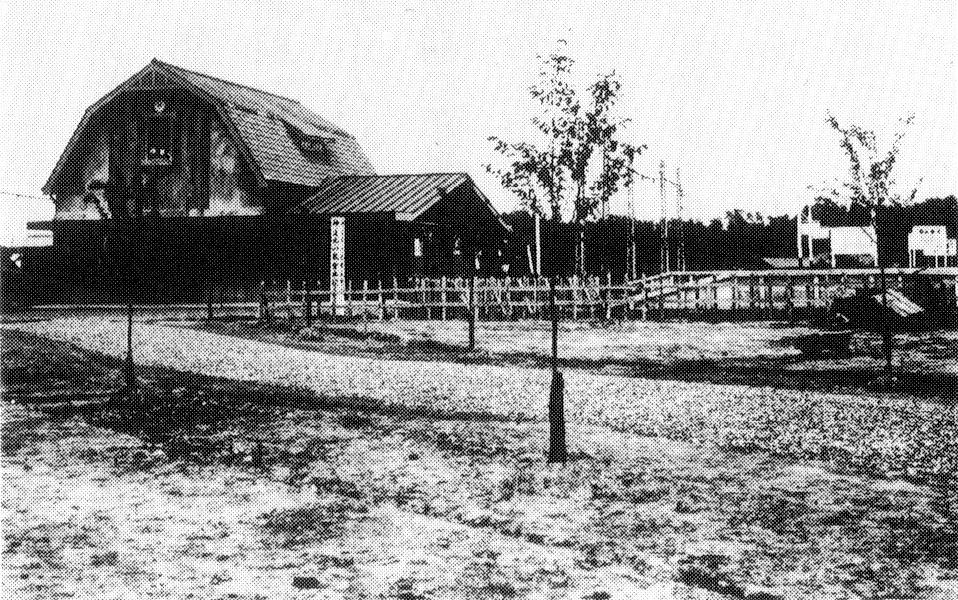
Der Bahnhof im April 1927
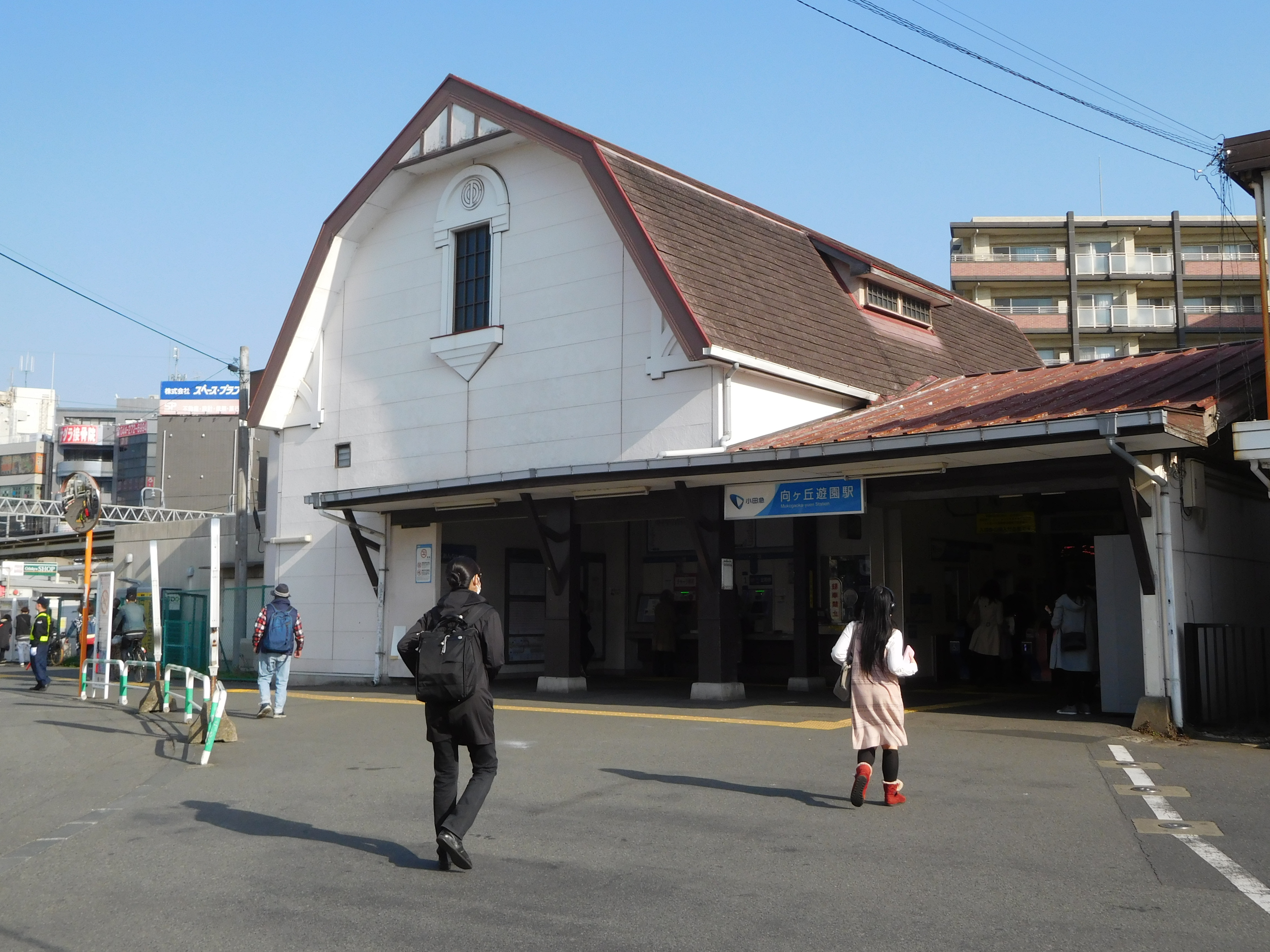
Nördlicher Eingang (März 2019)
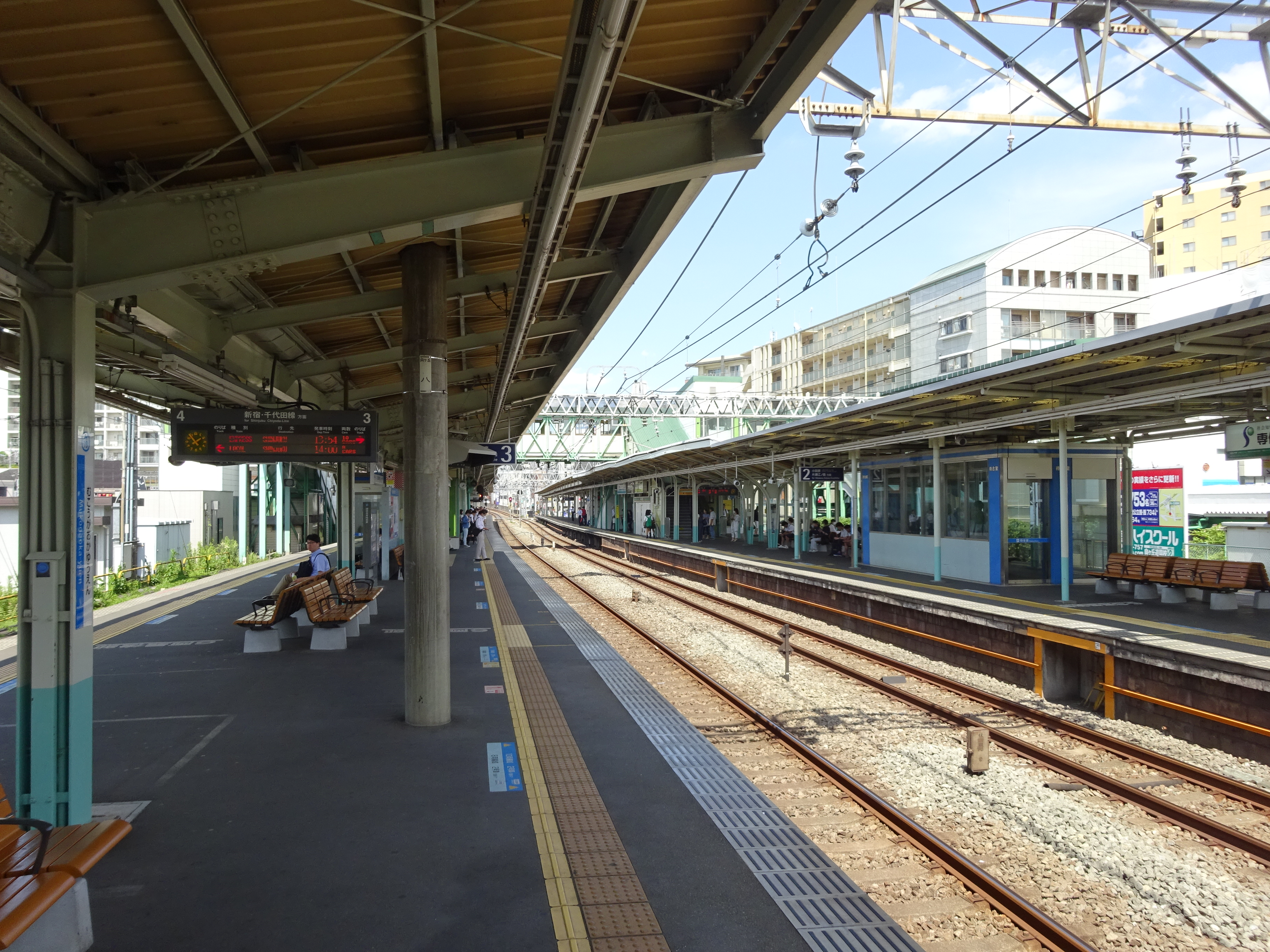
Bahnsteige
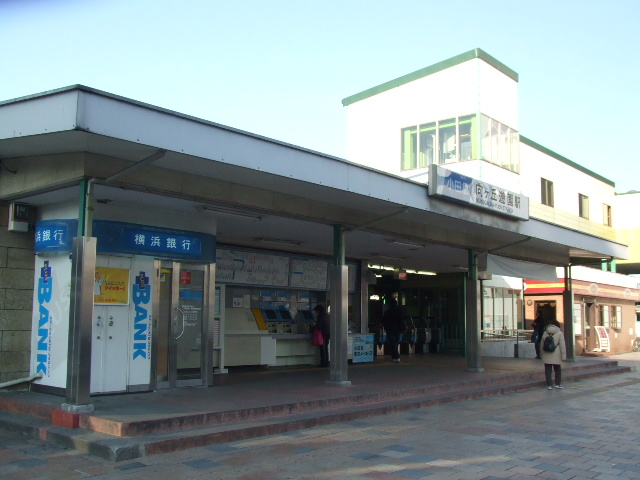
Der Südausgang vor der Erneuerung (Januar 2007)

## Gleise
| 1/2 | ▉ Odakyū Odawara-Linie | Odawara • Hakone-Yumoto • Karakida • Katase-Enoshima |
| 3/4 | ▉ Odakyū Odawara-Linie | Noborito • Yoyogi-Uehara • Shinjuku                  |

## Linien
| Verlauf der Odakyū Odawara-Linie |
| --- |
| Shinjuku • Minami-Shinjuku • Sangūbashi • Yoyogi-Hachiman • Yoyogi-Uehara • Higashi-Kitazawa • Shimo-Kitazawa • Setagaya-Daita • Umegaoka • Gōtokuji • Kyōdō • Chitose-Funabashi • Soshigaya-Ōkura • Seijōgakuen-mae • Kitami • Komae • Izumi-Tamagawa • Noborito • Mukōgaoka-Yūen • Ikuta • Yomiuriland-mae • Yurigaoka • Shin-Yurigaoka • Kakio • Tsurukawa • Tamagawagakuen-mae • Machida • Sagami-Ōno • Odakyū-Sagamihara • Sōbudai-mae • Zama • Ebina • Atsugi • Hon-Atsugi • Aikō-Ishida • Isehara • Tsurumaki-Onsen • Tōkaidaigaku-mae • Hadano • Shibusawa • Shin-Matsuda • Kaisei • Kayama • Tomizu • Hotaruda • Ashigara • Odawara |

## Geschichte
Die Eröffnung des Bahnhofs erfolgte am 1. April 1927 durch die private Bahngesellschaft Odakyū Dentetsu, zusammen mit der gesamten Odakyū Odawara-Linie zwischen Shinjuku und Odawara. Der Bahnhof trug zunächst den Namen Inada-Noborito (稲田登戸). Am 14. Juni desselben Jahres öffnete auch der Freizeitpark Mukōgaoka-Yūen seine Tore, der etwa einen Kilometer entfernt lag. Um ihn besser zu erschließen, nahm die Odakyū Dentetsu am selben Tag eine dorthin führende schmalspurige Ausflugsbahn in Betrieb. Dabei kam ein Zug mit Diesellokomotive zum Einsatz (ab 1955 mit Batterie-E-Lok). Ab 15. Oktober 1927 hielten auch Expresszüge. Kriegsbedingt und durch fehlende Nachfrage verlor der Bahnhof im November 1944 seinen Status als Expresszug-Halt. Diesen erhielt er 1952 wieder, als im Zuge des japanischen Wirtschaftswachstums die Fahrgastzahlen stark anzusteigen begannen.
Am 1. April 1955 erhielt der Bahnhof seinen heutigen Namen, um seine Bedeutung für und Nähe zum Freizeitpark zu unterstreichen. Wegen des Ausbaus der Präfekturstraße 9 musste die Ausflugsbahn im Herbst 1965 abgebrochen werden und wurde durch eine Einschienenbahn ersetzt. Die Eröffnung der Mukōgaoka-Yūen Monorail, die ebenfalls der Odakyū Dentetsu, erfolgte am 23. April 1966. Ihre Endstation befand sich über dem Mittelstreifen der Zufahrtsstraße zum südlichen Bahnhofsvorplatz. Die Einschienenbahn stellte am 13. Februar 2000 ihren Betrieb ein und wurde ein Jahr später abgebrochen. Am Standort der früheren Monorail-Station befindet sich seit 2004 eine Fahrradabstellanlage. Die Stützpfeiler des Fahrwegs wurden teilweise in verkleinerter Form neu gebaut und mit Rankhilfen für Pflanzen versehen. Ein Hinweisschild vor dem Bahnhof erinnert an die ehemalige Einschienenbahn.
1991 erreichte der Bahnhof mit 71.254 Fahrgästen pro Tag seine bislang höchste Auslastung. Die Fahrgastzahlen sind seither etwas zurückgegangen, was hauptsächlich auf die Stilllegung der Einschienenbahn und die Schließung des Freizeitparks im Jahr 2002 zurückzuführen ist.